# Malinowszczyzna (obwód witebski)
Malinowszczyzna – dawna wieś i folwark. Tereny, na których leżały, znajdują się obecnie na Białorusi, w obwodzie witebskim, w rejonie głębockim, w sielsowiecie Koroby.

## Historia
W czasach zaborów w gminie Sitce, w powiecie wilejskim, w guberni wileńskiej Imperium Rosyjskiego.
W dwudziestoleciu międzywojennym wieś i folwark leżały w Polsce, w województwie wileńskim, w powiecie duniłowickim, od 1926 w powiecie dziśnieńskim, w gminie Porpliszcze, a następnie w gminie Głębokie.
Według Powszechnego Spisu Ludności z 1921 roku zamieszkiwało:
- wieś – 51 osób, 2 były wyznania rzymskokatolickiego a 17 prawosławnego. Jednocześnie wszyscy mieszkańcy zadeklarowali białoruską przynależność narodową. Było tu 9 budynków mieszkalnych[3]. W 1931 w 15 domach zamieszkiwały 62 osoby[4].
- folwark – 28 osób, 2 były wyznania rzymskokatolickiego a 17 prawosławnego. Jednocześnie wszyscy mieszkańcy zadeklarowali białoruską przynależność narodową. Były tu 4 budynki mieszkalne[3]. W 1931 w 2 domach zamieszkiwało 19 osób[4].

Wierni należeli do parafii rzymskokatolickiej w Dzierkowszczyźnie i prawosławnej w Głębokiem. Miejscowość podlegała pod Sąd Grodzki w Głębokiem i Okręgowy w Wilnie; właściwy urząd pocztowy mieścił się w Głębokiem.